# Oluf Rygh
Oluf Rygh (5 de setembre de 1833 – 19 d'agost de 1899) va ser un arqueòleg, filòleg i historiador noruec. Oluf Rygh és reconegut com a un dels fundadors de l'arqueologia professional a Noruega. Va dirigir l'excavació el 1867 del vaixell de Tune (Tuneskipet)

## Primers anys
Rygh va néixer a Verdal, Trøndelag, Noruega. Els seus pares van ser Peder Strand Rygh (1800–1868) i Ingeborg Marie Bentsen (1809–1878). Era el germà gran del banquer Evald Rygh (1842-1913) i del membre del Parlament Karl Ditlev Rygh (1839-1915). Va assistir a l'escola de la Catedral de Trondheim en 1850 i va anar a la Universitat de Christiania per estudiar filologia, on es va graduar el 1856. El 1858, alhora que era professor a la Nissens Skole a Christiania, era investigador d'història. Posteriorment va ser professor de filologia clàssica, història i llengües escandinaves.

## Carrera

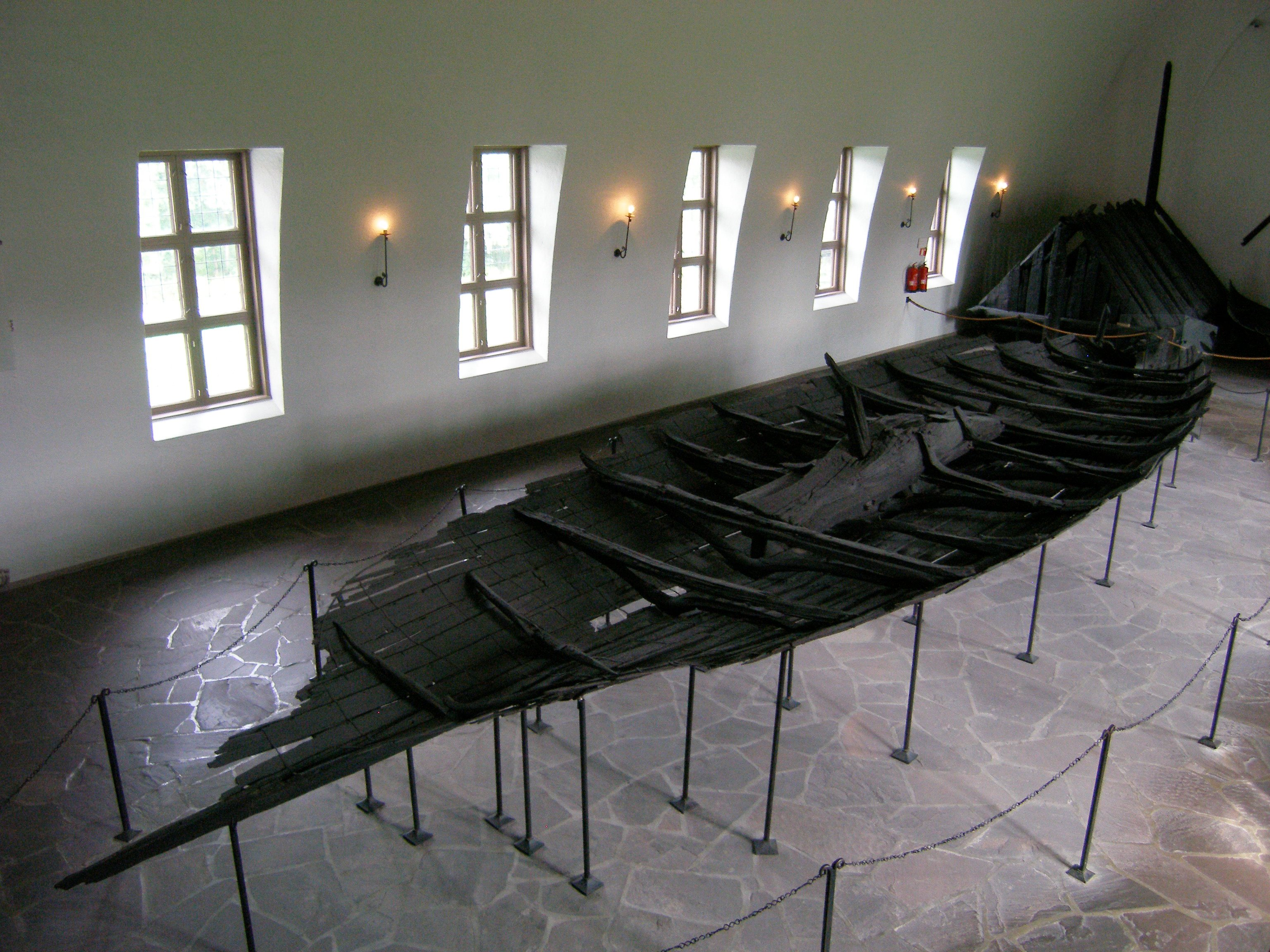
Rygh va dirigir l'excavació del vaixell de Tune

Rygh va ser professor d'història a la Universitat Real Frederick (actualment Universitat d'Oslo) entre 1866 i 1875. Va ser director de l'Oldsaksamlingen (que posteriorment es va convertir en el Museu Cultural Històric) des de 1862 i professor d'arqueologia nòrdica des de 1875 - el primer professor d'arqueologia a qualsevol universitat escandinava. Va dirigir l'excavació del vaixell de Tune el 1867. El seu treball sobre les antiguitats noruegues Norske Oldsake (1885) és reconegut per les seves il·lustracions detallades i fins i tot avui dia segueix sent una font de referència significativa. De 1879 a 1899 va presidir l'Associació Històrica de Noruega.
Oluf Rygh és reconegut per la creació d'un registre de noms de granges noruegues (Norske Gaardnavne), que és un conjunt de 19 volums basat en un manuscrit preparat entre 1897 i 1924. El llibre conté una notació estandarditzada, informació sobre pronunciació, formes històriques i l'etimologia dels noms registrats de granges, propietats i mansions a Noruega, que es va convertir en l'estàndard per als noms de llocs a Noruega. Va inspirar una recerca similar a Suècia i Dinamarca. Rygh va morir el 1899 a Ulefoss, Telemark. Al moment de la seva mort, només se n'havien publicat tres volums i mig.

## Llegat
El carrer "porta d'Oluf Ryghs" a Fagerborg porta el seu nom.

## Obra
Algunes de les seves publicacions:
- 1869 – Om den ældre Jernalder i Norge (Sobre l'antiga Edat del Ferro a Noruega)
- 1877 – Om den yngre Jernalder i Norge (Sobre la moderna Edat del Ferro a Noruega)
- 1885 – Norske Oldsaker (Norwegian Antiquities)
- 1897 – Norske Gaardnavne (un set de 19 volums sobre "Noms de granges noruegues", parts del com es van completar per a la seva publicació després de la seva mort per part d'altres investigadors)